# 6245 Ikufumi
6245 Ikufumi este un asteroid din centura principală de asteroizi.

## Descriere
6245 Ikufumi este un asteroid din centura principală de asteroizi. A fost descoperit pe 27 septembrie 1990 la Oohira de Takeshi Urata. El prezintă o orbită caracterizată de o semiaxă mare de 2,30 ua, o excentricitate de 0,18 și o înclinație de 8,0° în raport cu ecliptica.